# Jacqueline Susann

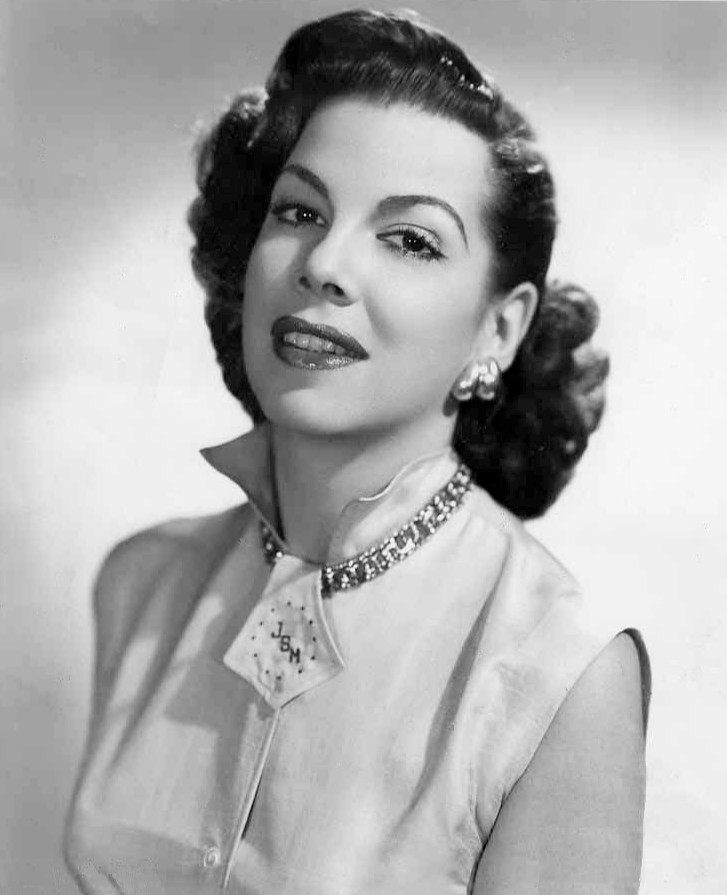
Jacqueline Susann år 1951

Jacqueline Susann, född 20 augusti 1918 i Philadelphia, Pennsylvania, död 21 september 1974 i New York City, New York, var en amerikansk författare och skådespelerska som skrev ett antal bästsäljande romaner. Susanns mest kända verk är Dockornas dal som blev en av världens mest framgångsrika och lästa romaner igenom tiderna. 
Jacqueline Susann avled den 21 september 1974 av bröstcancer, en sjukdom hon hade hållit hemlig för allmänheten. Susann porträtterades av Bette Midler i filmen Isn't She Great (2000).